# غاز قویی

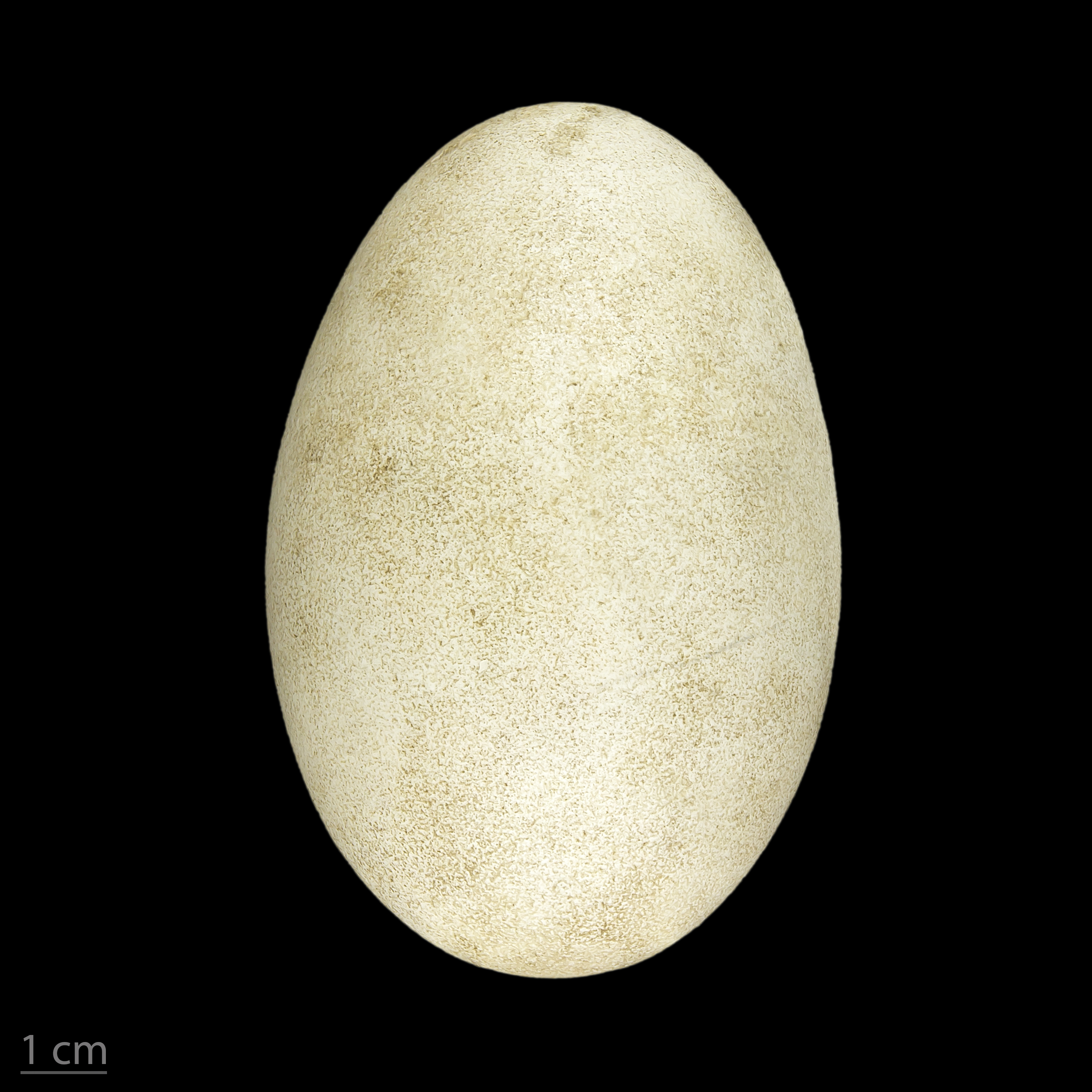
Anser cygnoides

غاز قویی، غاز قونما یا قوغاز (نام علمی: Anser cygnoides) نام یک گونه از سرده غاز کبود است. این غاز در شمالی‌ترین بخش چین، مناطق داخلی مغولستان و جنوب شرقی روسیه زندگی می‌کند.